# USS Rhode Island (BB-17)
USS Rhode Island (BB-17) byl predreadnought Námořnictva Spojených států amerických, který sloužil mezi lety 1906-1920. Jednalo se o pátou a poslední jednotku třídy Virginia.

## Stavba
Stavba lodi Rhode Island započala v americké loděnici Fore River Shipyard, která postavila například bitevní loď USS Massachusetts (BB-59). Roku 1904 byla Rhode Island spuštěna na vodu a dne 19. února 1906 byla loď uvedena do služby.

## Technické specifikace
Rhode Island na délku měřila 134 m a na šířku 23 m. Ponor lodi byl hluboký 7 m a standardní výtlak lodi činil 15 188 t. O pohon se staralo dvanáct uhelných kotlů Babcock & Wilcox, díky kterým mohla Rhode Island plout rychlostí až 35 km/h.

## Výzbroj
Primární výzbroj lodě tvořily dvě dvojhlavňové dělové věže s 305mm děly. Sekundární výzbroj lodě tvořily čtyři dvojité dělové věže s 203mm děly. Dále na lodi bylo nainstalovaných dvanáct 152mm kanónů, dvanáct 76mm kanónů, dvanáct 47mm kanónů QF 3-pounder a čtyři torpédomety pro 533mm torpéda.